# 六花の森

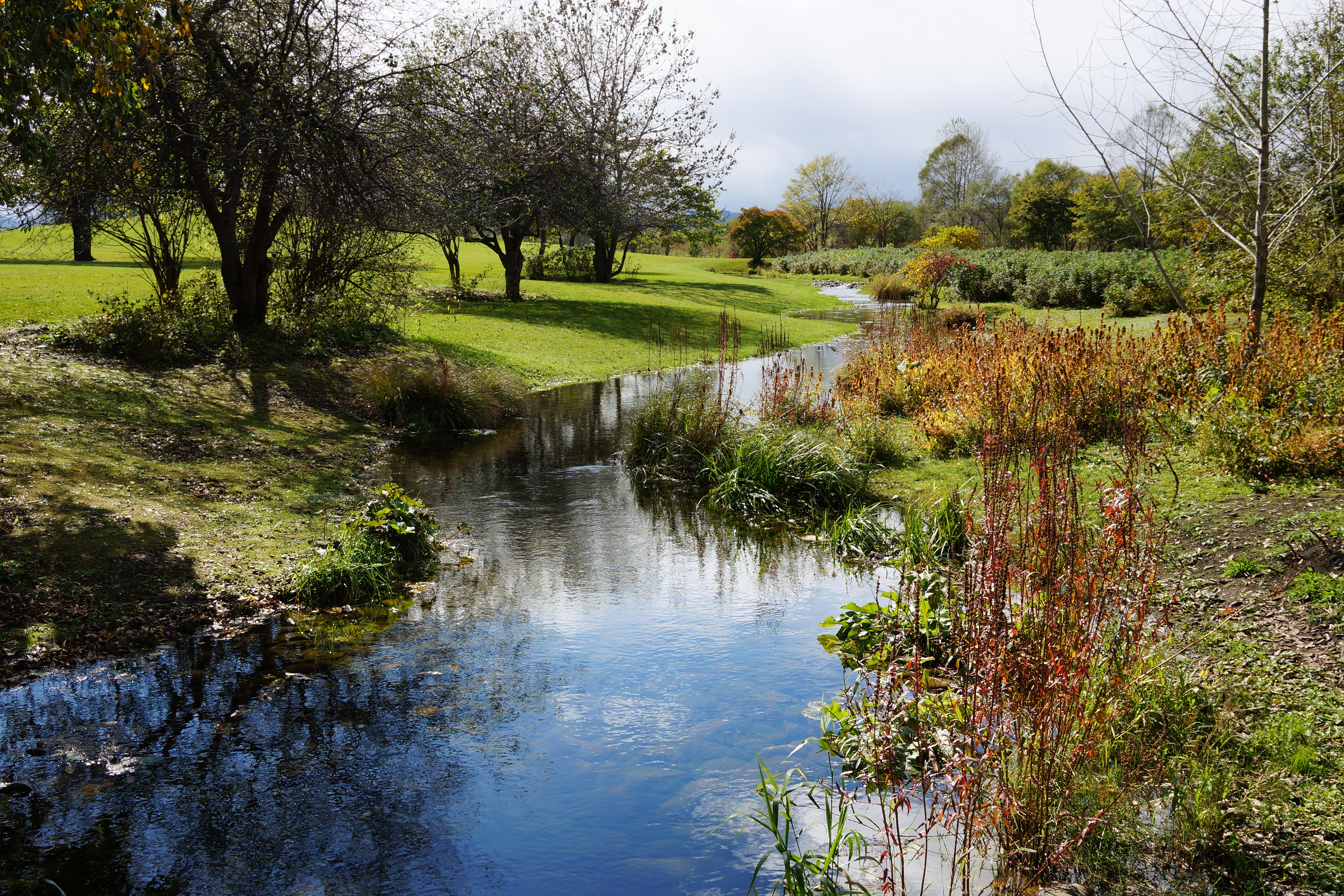
六花の森（2013年10月）

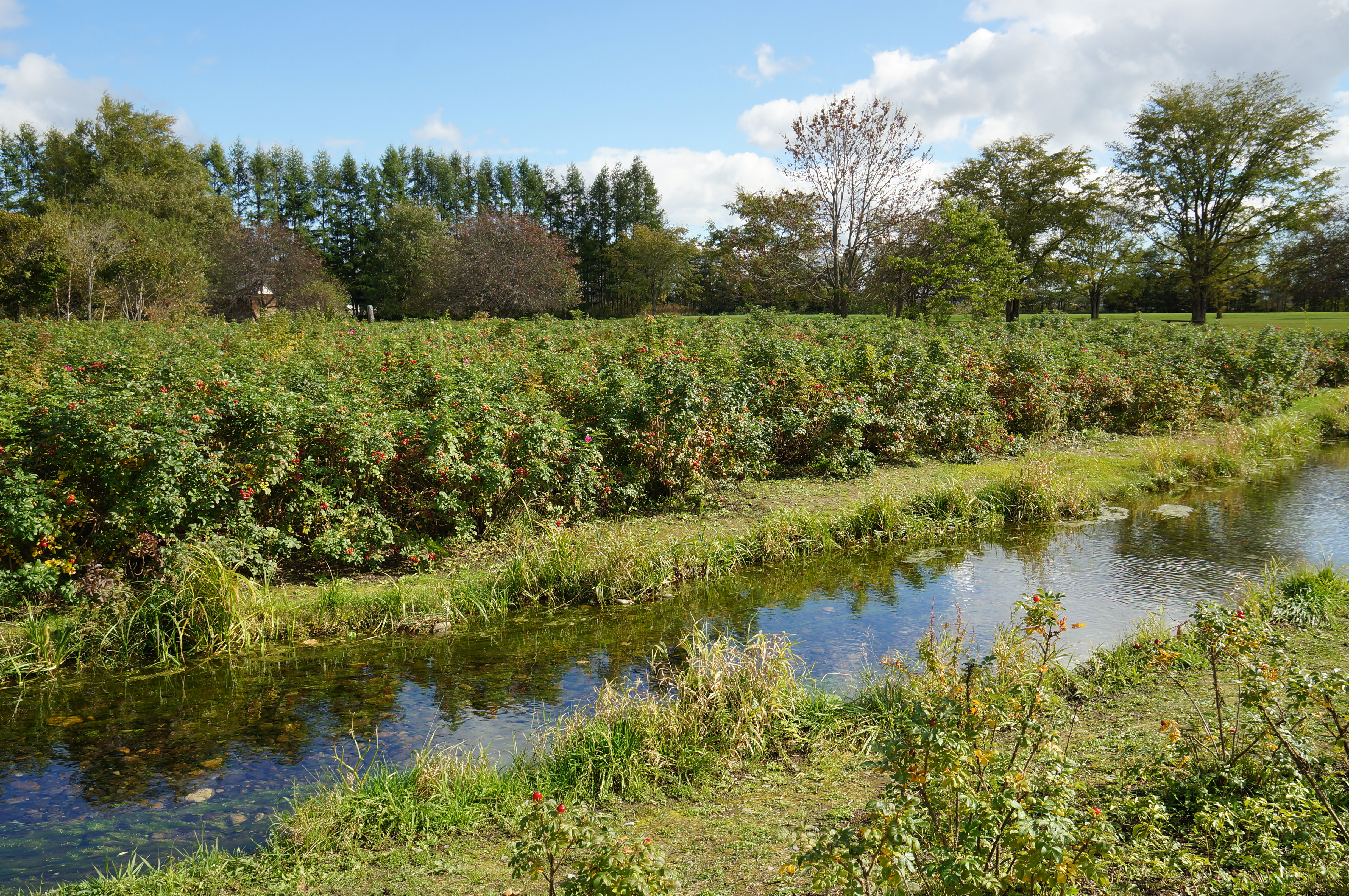
六花の森（2013年10月）

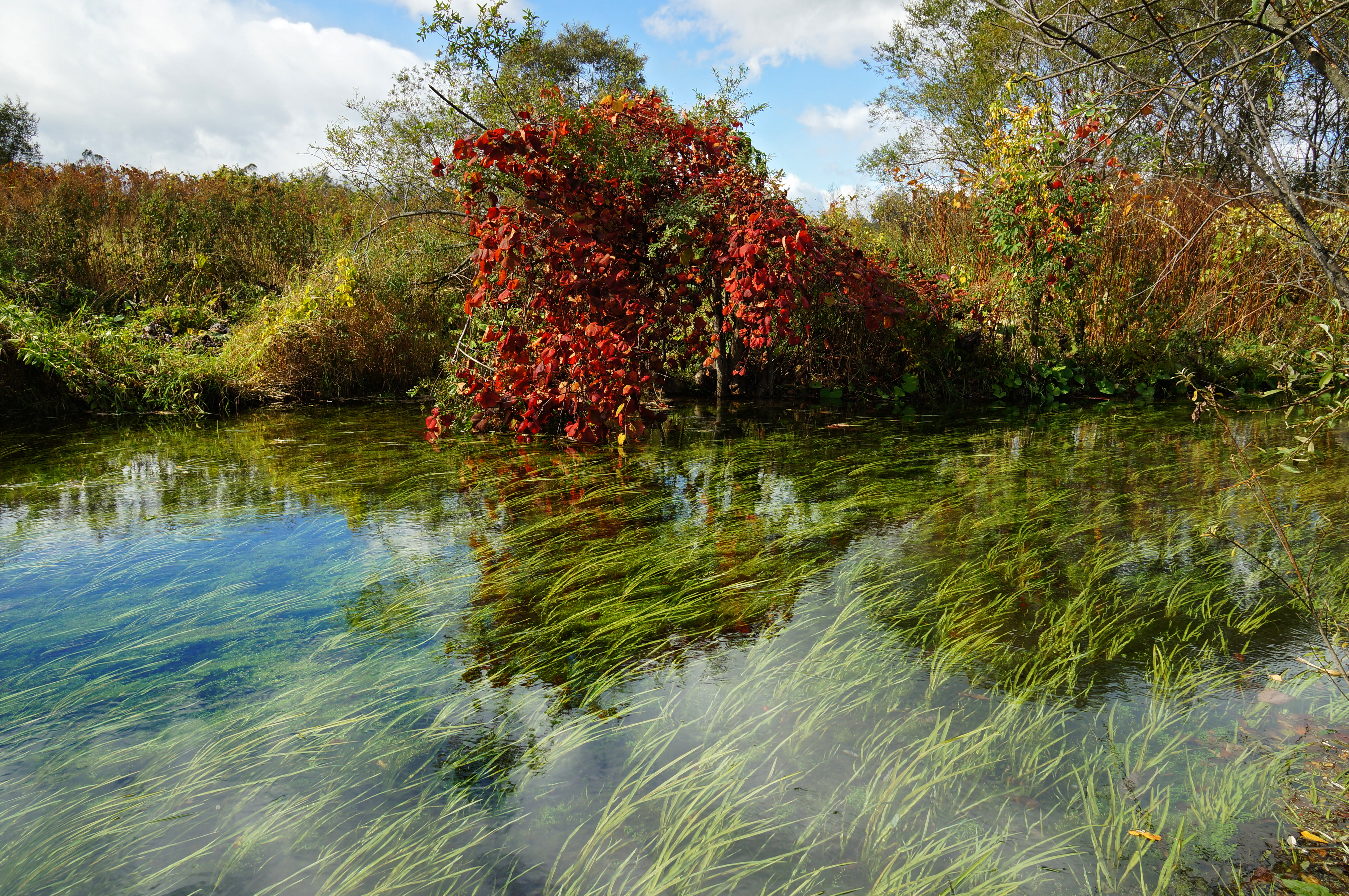
六花の森（2013年10月）

六花の森（ろっかのもり）は、北海道河西郡中札内村にある六花亭による施設（庭園）。敷地内には工場、美術館、ミュージアムショップ・レストランなどがある。

## 概要
六花亭が「マルセイバターサンド」を製造する新工場建設と敷地全体を整備する計画を立ち上げ、「六花の森プロジェクト」として三番川沿い約10ヘクタールの敷地を大林組が工場の建設とともにランドスケープを設計し、2007年（平成19年）にオープンした。自然に溶け込んだお菓子工場、クロアチアの古民家を再生した美術館、地元作家によるアートの配置など自然環境に調和した設計を心掛けており、地域の自然と文化に触れ合う場所づくりを目指している。せせらぎや調整池などを核としたマスタープランによって湿地が回復し、孤立していた林に水辺が蘇って草花も蘇生した。

## 利用案内
- 所在地：北海道河西郡中札内村常盤西3線249-6
- 開館期間：4月下旬から10月中旬
- 入館料：800円（小中学生500円）、団体（20名以上）600円（小中学生300円）

## 施設
六花の森写真館十勝在住の写真家・戸張良彦による六花の森の作品を展示
坂本直行記念館画家・坂本直行による十勝六花（エゾリンドウ、ハマナシ、オオバナノエンレイソウ、カタクリ、エゾノリュウキンカ、シラネアオイ）や十勝の山々の作品を展示
百瀬智宏作品館洋画家・百瀬智宏による十勝や中札内村の作品を展示
池田均作品館画家・池田均の作品を展示
相原求一朗デッサン館中札内美術村に美術館がある洋画家・相原求一朗の素描（デッサン）を展示
花柄包装紙館坂本直行による六花亭の花柄包装紙の壁画
サイロ五十周年記念館児童詩誌『サイロ』第1号から第600号の表紙絵を展示
六'café菓子やオリジナル・グッズなどを販売する売店（ミュージアムショップ）にカフェを併設
彫刻「考える人（ロダンから）」彫刻家・坂東優による作品を屋外展示

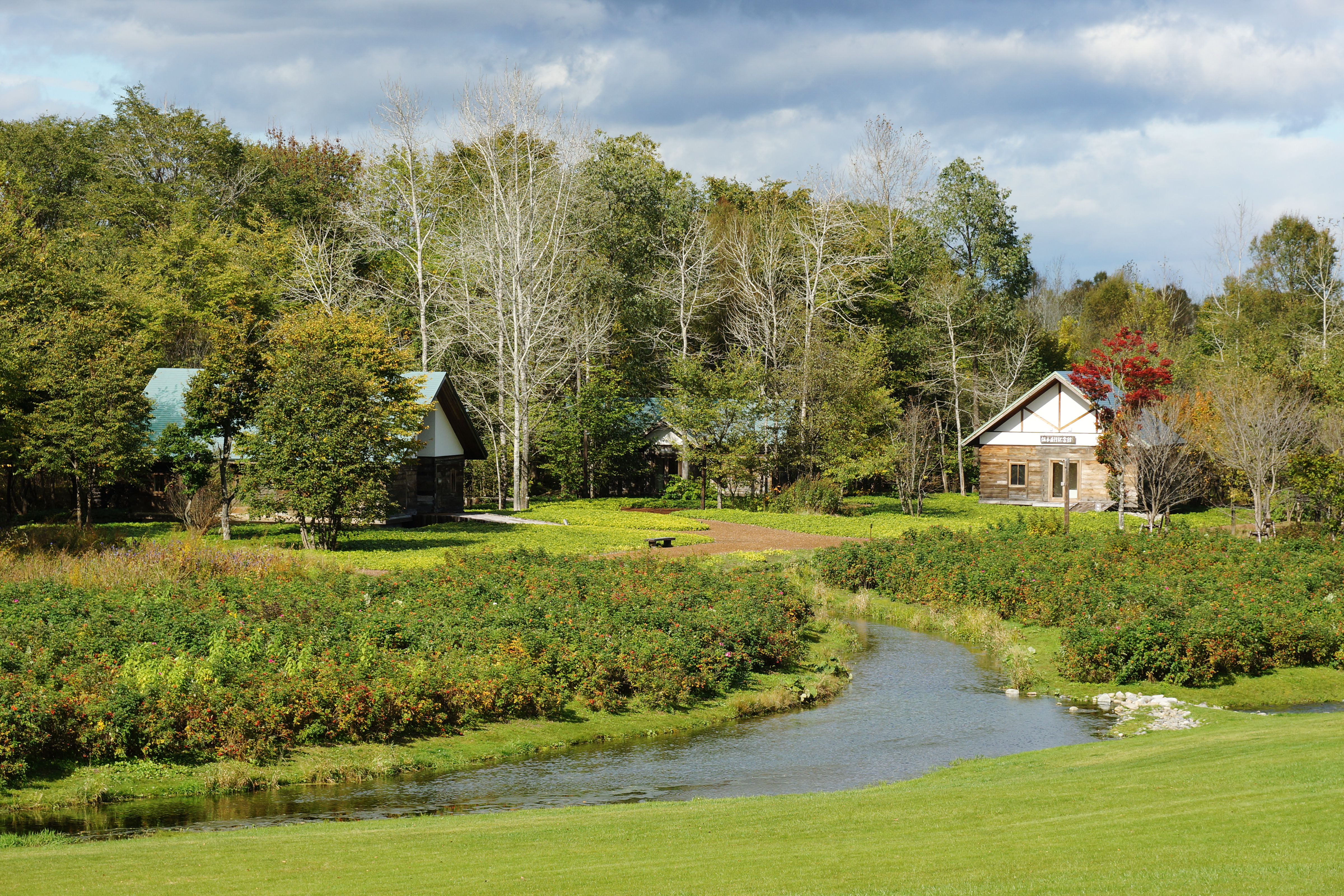
百瀬智宏作品館、三番川、坂本直行記念館（2013年10月）
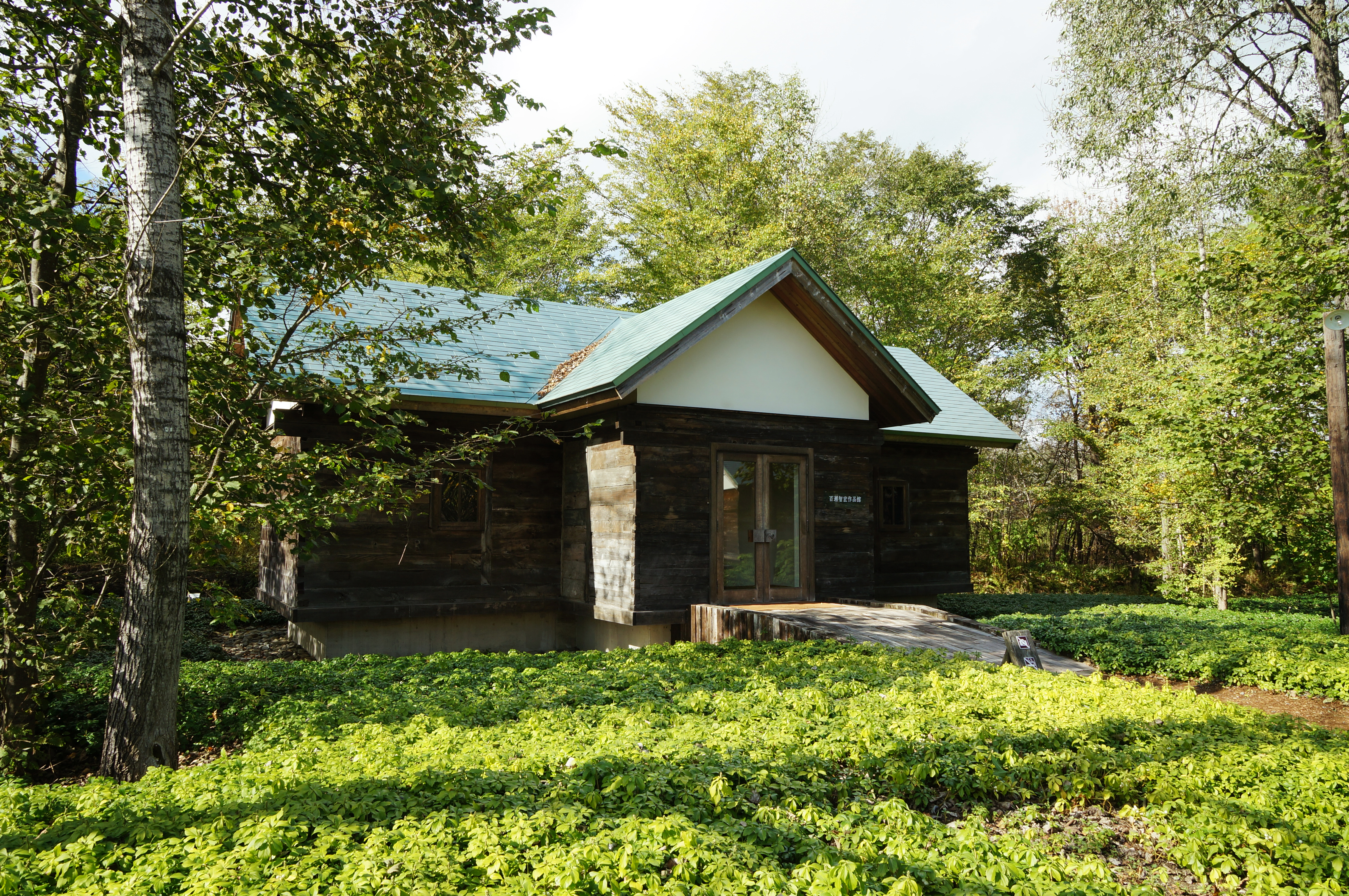
百瀬智宏作品館（2013年10月）
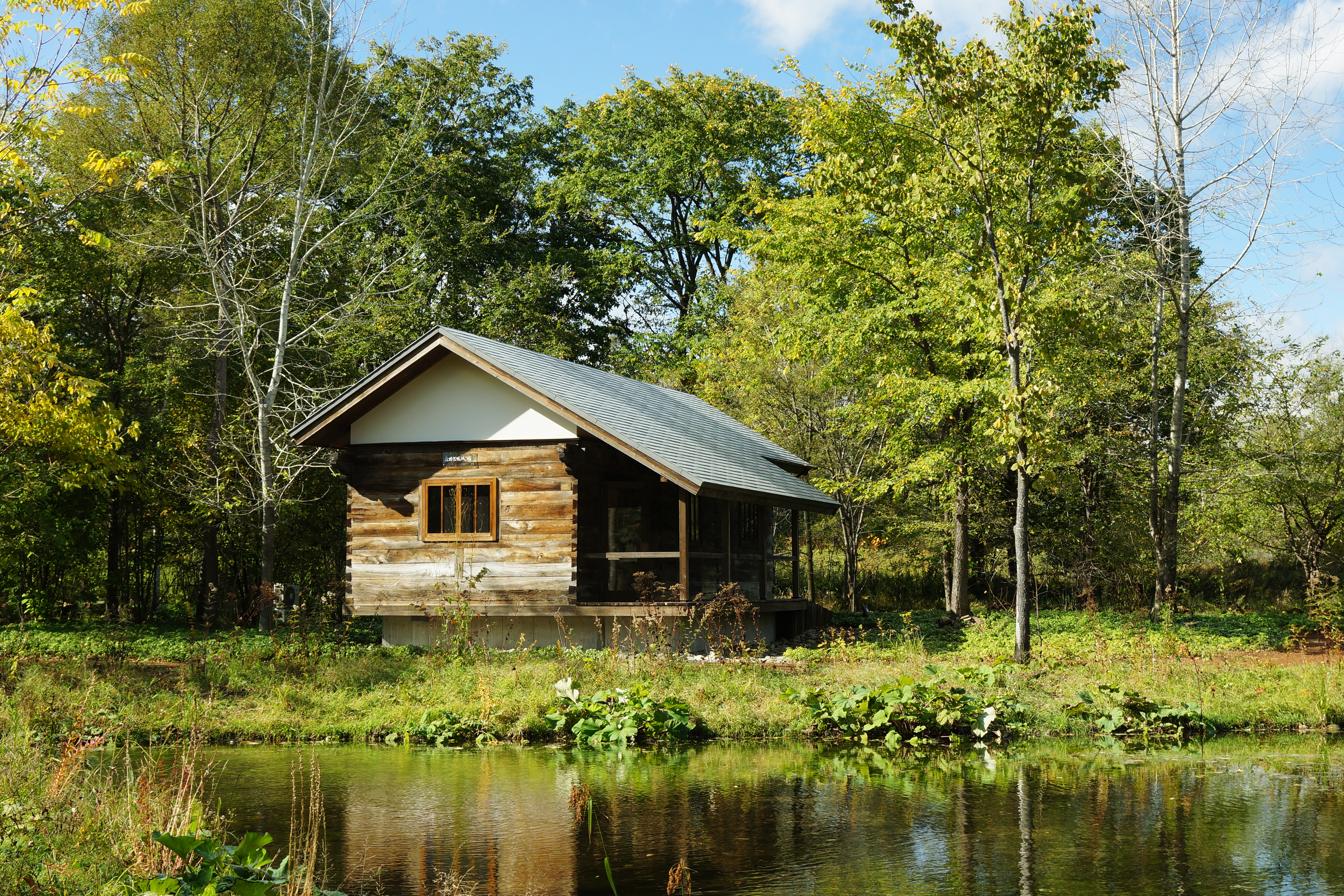
花柄包装紙館（2013年10月）
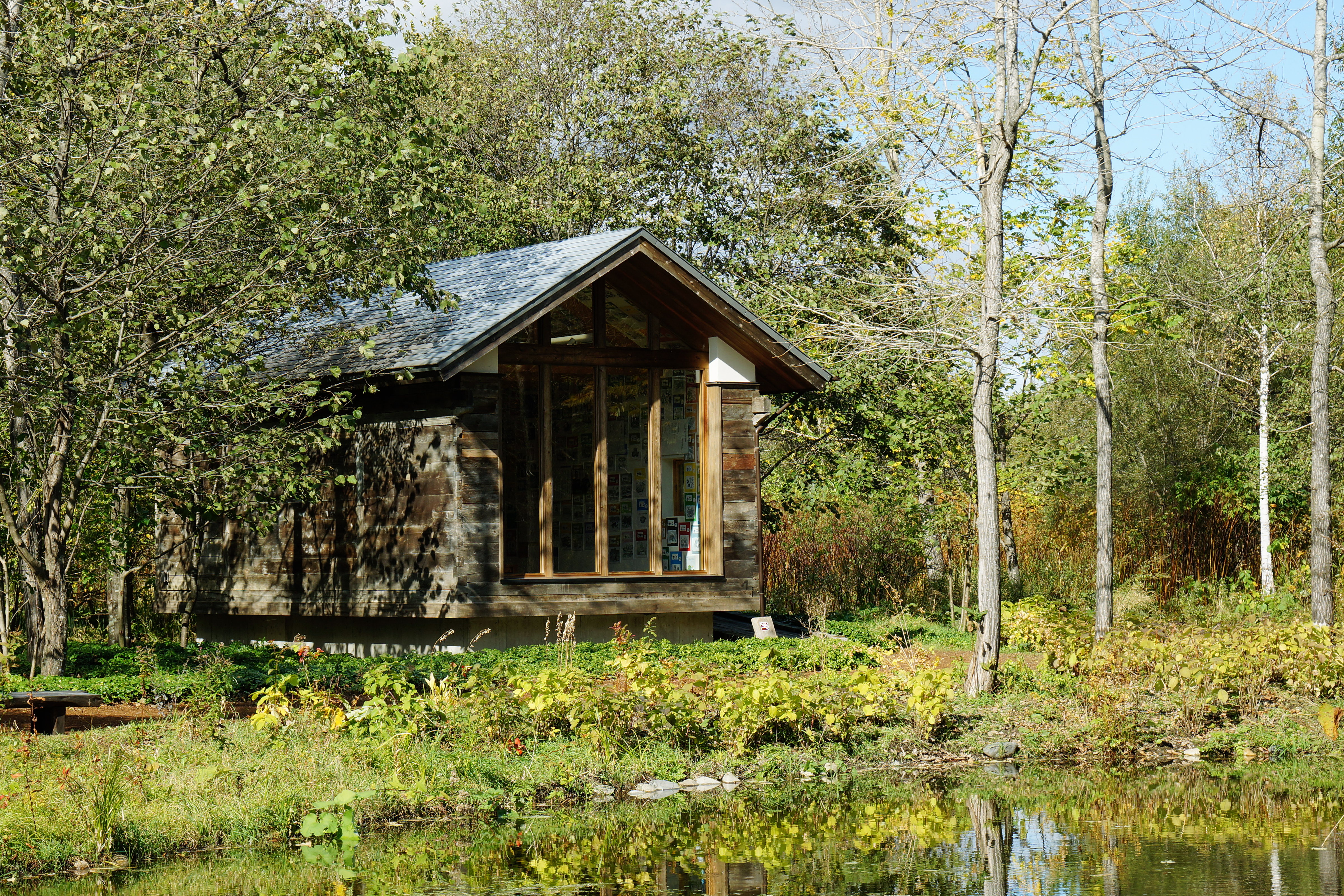
サイロ五十周年記念館（2013年10月）
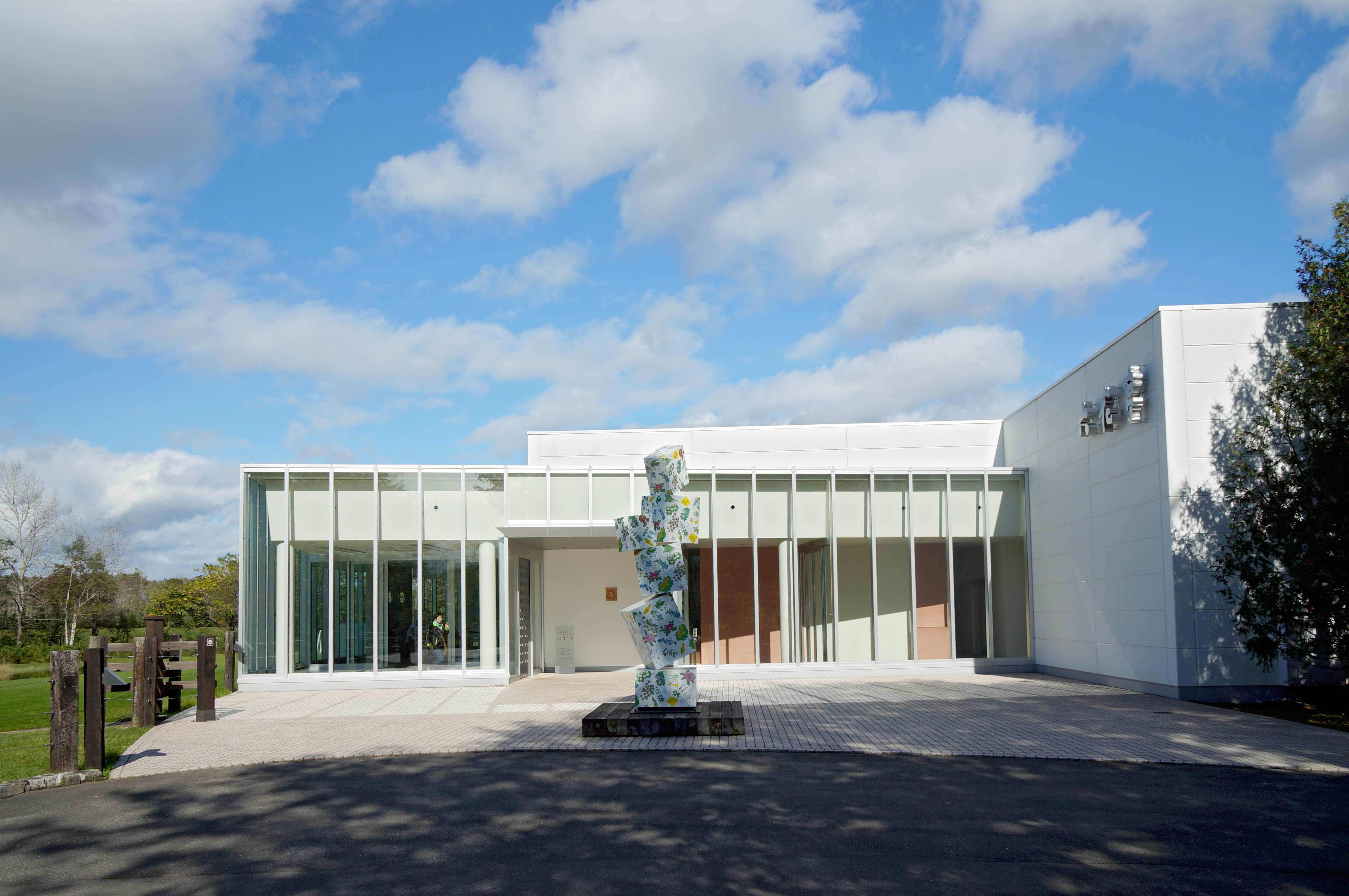
六'café（2013年10月）

## 受賞
- 『第19回AACA賞』特別賞（「六花亭中札内ファクトリーパーク」）[5]
- 『日本建築学会賞』学会賞（業績部門）（「六花の森プロジェクト」）[6]

## アクセス・駐車場
帯広広尾自動車道中札内ICが最寄IC。中札内美術村まで車で約10分の距離に位置している。
- 帯広空港（とかち帯広空港）から車で約15分
- 北海道旅客鉄道（JR北海道）帯広駅から車で約40分
- 駐車場：乗用車80台、バス5台